# 瓦兰
瓦兰（法語：Walhain，法語發音：[walɛ̃]）是比利时瓦隆大区瓦隆布拉班特省的一个市镇，南与那慕爾省接壤，通行法语，是比利时法语社群的一部分，面积37.94平方千米，人口7,167人（2018年1月1日）。